# Западни височини
Западни височини е провинция на Папуа Нова Гвинея. През 2012 г. част от територията ѝ е отделена в новата провинция Джиуака. Площта ѝ е 4299 квадратни километра и има население от 362 850 души (по преброяване от юли 2011 г.). Намира се в часова зона UTC+10. Разделена е на 4 окръга.